# Heidarvigasagan

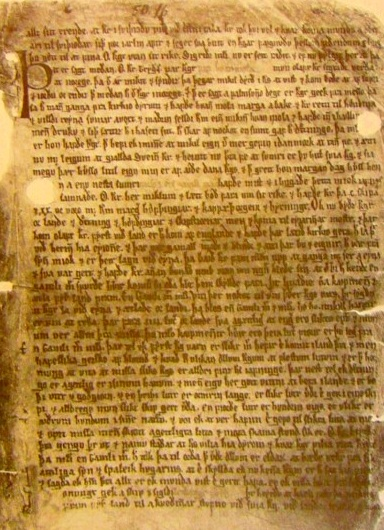
Heiðarvíga saga, från en kopia i Köpenhamns universitet

Heidarvigasagan, eller Sagan om slaget på Tvedögra hed (isl. Heiðarvíga saga eller Víga-Styrs saga og Heiðarvíga) är en av islänningasagorna.

## Handling
Sagan berättar om Egil Skallagrimssons ättlingar, och om borgfjordingarnas konflikter med hunavatnsfolket. Dessa konflikter kulminerade i "bondeslaget" på Slaget på Tvedögra hed år 1014.
Sagans första del handlar om dråpet på Viga-Styr, och alla förvecklingar och följder av det.
Den andra delen handlar om själva slaget och dess följder. Parterna möts efter hand på alltinget och förlikas.

## Tillkomst, manuskript och översättning
Sagan skrevs omkring år 1200, och är därmed äldst av alla kända islänningasagor.
Det finns endast en pergamentshandskrift bevarad från tiden strax efter 1350. Den sändes till Sverige år 1683 och införlivades i Kungliga bibliotekets samlingar som Sthlm perg. nr 18 qu.. Dess första tolv blad lånades till Köpenhamn år 1725, och ödelades där i en brand år 1728. Den kopist som arbetat med att skriva av pergamentet upptecknade året därpå ur minnet det han skrivit av. Sagan trycktes först i sin helhet i Köpenhamn år 1847.
Sagan är översatt till svenska av Åke Ohlmarks (1963).